# Křesťanský terorismus
Křesťanský terorismus je terorismus páchaný jednotlivci či skupinami, jež vyznávají křesťanskou víru.

## Historie křesťanského terorismu

### Pogromy
Ortodoxní křesťanská hnutí v Rumunsku jako Železná garda a Lăncieri, která byla charakterizována Jad Vašem a Stanleym G. Paynem jako antisemitská a fašistická, byla zodpovědna za účast na Bukurešťském pogromu a politické vraždění během 30. let 20. století.

## Současnost
Bývalý prezident americké náboženské akademie, Mark Juergensmeyer, postuluje, že po období studené války byl globální vzestup náboženského nacionalismu a to vlivem pokoloniálním pádu sebevědomí v západních modelech nacionalismu a též vzestupu globalizace. Juergensmeyer kategorizuje současný křesťanský terorismus jako součást „náboženských aktivistů od Alžírska po Idaho, kteří došli k nenávisti sekulárních vlád s téměř transcendentní vášní a snem o revolučních změnách, které ustanoví boží společenský řád v prachu toho, co občané nejsekulárnějších společností považují za moderní, rovnostářské demokracie.“
Podle experta na terorismus Davida C. Rapoporta se „náboženská vlna terorismu“ datuje zhruba od roku 1979 do současnosti a přestože zahrnuje většinou islámský terorismus, též obsahuje terorismus křesťanů a jiných náboženských skupin, jež mohly být islámským terorismem ovlivněny.

## Globální ideologie spojené s křesťanským terorismem
Identity Christianity (Křesťanská identita) je celosvětová skupina volně propojených křesťanských náboženství, sekt a jednotlivců, oddaná radikalizované teologii, která tvrdí, že severní evropští běloši jsou přímými potomky ztracených izraelských kmenů, tedy bohem vyvolených lidí. Křesťanská identita byla dříve spojována se skupinami jako Árijské národy, Árijská republikánská armáda, Armáda boží (Army of God), Phineaské kněžství (Phineas Priesthood) a Úmluva, meč a paže Páně. Křesťanská identita byla uváděna jako ideologický vliv za řadou teroristických útoků po celém světě, včetně bombového útoku Soweto z roku 2002.
Tyto skupiny mají odhadem 2 tisíce členů po Spojených státech a neznámý počet v Kanadě a zbytku zemí Commonwealthu. Propagací doktrín Křesťanské identity přes rádio a internet se předpokládá, že se k ní připojilo dalších 50 000 stoupenců.